# Resolución 39 del Consejo de Seguridad de las Naciones Unidas
La resolución 39 del Consejo de Seguridad de las Naciones Unidas, adoptada el 20 de enero de 1948, ofreció asistencia para la resolución pacífica del Conflicto de Cachemira, mediante la creación de un comité compuesto por tres miembros; uno elegido por la India, otro elegido por Pakistán y el tercer miembro elegido por los otros dos miembros del comité. El comité debería de escribir un informe al Consejo de Seguridad ofreciendo la mejor opción para alcanzar la paz en la región-
La resolución fue adoptada por nueve votos a favor y con las abstenciones de Ucrania y la Unión Soviética.